# Les Amours célèbres
Cet article concerne le film de Michel Boisrond. Pour la bande dessinée de Paul Gordeaux, voir Les Amours célèbres (bande dessinée).
Pour plus de détails, voir Fiche technique et Distribution.
Les Amours célèbres est un film à sketches français réalisé par Michel Boisrond, sorti en 1961, inspiré par les bandes dessinées verticales de Paul Gordeaux.

## Synopsis
1. Lauzun
Le duc de Lauzun est amoureux de la délicieuse Mme de Monaco. Louis XIV a jeté les yeux sur elle. Un soir il charge son fidèle Champagne de lui amener la dame, d'ailleurs consentante, dans son « privé ». Lauzun revient à temps et empêche le roi de satisfaire son désir pour Mme de Monaco.
2. Jenny de Lacour
Vers 1880, une demi-mondaine de grande classe, Jenny, est éprise d'un jeune homme séduisant, René, beaucoup plus jeune qu'elle. Craignant de le perdre, elle combine un odieux stratagème. René est vitriolé par un homme à sa solde. Aveugle, son amant lui restera. L'intervention d'un commissaire de police déjoue le plan de Jenny.
3. Agnès Bernauer
En Bavière, au XVe siècle, le duc Albert de Wittelsbach, héritier du trône, s'est épris de la ravissante Agnès. Il l'épouse secrètement bien que son père s'oppose à ce mariage... Albert prend les armes contre lui, mais Agnès est enlevée. Condamnée à mort pour sorcellerie, la jeune femme est jetée dans le Loch, une pierre au cou. Albert se précipite pour la sauver. Il est emporté avec elle par le courant. Dialogues de Jacques Prévert.
4. Les Comédiennes
Comédienne célèbre et adulée, Mademoiselle Raucourt se voit supplantée par Mademoiselle Duchesnois en 1804. Sa colère est d'autant plus violente que son amant, le baron de Jonchère a succombé aux charmes de sa rivale. Mademoiselle Raucourt crée de toutes pièces une nouvelle tragédienne qui deviendra la célèbre Mademoiselle George. Cette dernière obtient un triomphe.

## Fiche technique
- Réalisation : Michel Boisrond
- Scénario : inspiré par Les Amours célèbres de Paul Gordeaux
- Adaptation : France Roche, Pascal Jardin, Françoise Giroud, Paul Gordeaux, Jacques Prévert
- Dialogue : Marcel Achard, Françoise Giroud, Jacques Prévert, Michel Audiard
- Assistant réalisateur : Georges Casati
- Images : Robert Lefebvre
- Opérateur : Roger Delpuech
- Son : William-Robert Sivel
- Décors : Georges Wakhévitch, Lila de Nobili
- Costumes : Lila de Nobile, Monique Dunan, Georges Wakhévitch
- Chef costumier : Jacques Cottin
- Costumes de Gromtseff, Karinska, Lebrun
- Perruques de Pontet
- Montage : Raymond Lamy
- Musique : Maurice Jarre (éditions : Robert Salvet)
- Chorégraphie : George Skibine (maître des ballets de l'Opéra de Paris)
- Commentaire des sketches : Gérard Oury
- Scriptes : Alice Ziller, Francine Corteggiani
- Maquillage : Odette Berroyer et Pierre Berroyer
- Photographe de plateau : Paul Apoteker
- Régisseur général : André Chabrol, assisté de Paul Dufour et Michel Bonnay
- Régisseur extérieur : Roger Bar, Robert Christidès
- Production : Générale Européenne de Films, Unidex, Cosmos-Films (France)
- Chef de production : Gilbert Bokanowski
- Directeur de production : Armand Bécue
- Secrétaire de production : Fanny Broin
- Assistants de production : Jean-Claude Desvernet, Jean-Claude Rameau
- Administrateur de production : Constance Bernard
- Administrateur général : Harris Pinsais
- Attaché de presse : Richard Balducci
- Distribution : Unidex
- Pellicule 35 mm, couleur procédé Dyaliscope
- Tirage : Laboratoire Franay L.T.C Saint-Cloud - Système sonore Optiphone
- Effets spéciaux : LAX
- Tournage dans les studios de Boulogne
- Genre : Comédie romantique et historique
- Durée : 130 min
- Première présentation le 03/11/1961
- Affiche : Giuliano Nistri (Italie)

## Distribution
Lauzun
- Jean-Paul Belmondo : Lauzun, l'amant de Mme de Monaco
- Dany Robin : Mme de Monaco, une courtisane
- Philippe Noiret : le roi Louis XIV
- Michel Galabru : Champagne, le domestique du roi
- Guy Tréjan : le gouverneur de la Bastille
- Agnès Laurent : Irène, la femme du gouverneur
- Pierre Palau : Saint-Simon
- Liliane Brousse : Mme de Montespan
- Zanie Campan : Marton
- Laure Paillette : la servante du gouverneur
- France Anglade : Lisette, la servante de Mme de Montespan

Jenny de Lacour
- Simone Signoret : Jenny de Lacour
- Pierre Vaneck : René de La Roche
- Antoine Bourseiller : Gaudry, le parfumeur boiteux
- François Maistre : le commissaire Massot
- Charles Bouillaud : un inspecteur
- Lucien Nat : le préfet
- Colette Castel : Louise, la servante

Agnès Bernauer
- Brigitte Bardot : Agnès Bernauer
- Alain Delon : le duc Albert de Bavière
- Suzanne Flon : Ursula, La Margravine
- Jean-Claude Brialy : Eric Torring
- Jacques Dumesnil : Hans, le bourreau
- Pierre Brasseur : le grand duc Ernest
- Michel Etcheverry : Gaspard Bernauer, barbier, le père d'Agnès
- Hubert Noël : Eric
- Pierre Massimi : Otto
- Henri Coutet : l'homme rasé
- Maurice Chevit : un chevalier envoyé du Gurthenberg
- Paul Amiot : l'autre chevalier envoyé du Gurthengerg
- Jacques Monod : Preissing
- Constantin Andrieux : Karl
- Bernard Musson : un inquisiteur

Les comédiennes
- Edwige Feuillère : Mlle Raucourt
- Annie Girardot : Mlle Duchesnois
- Jean Desailly : le baron Adrien de Jonchère
- Pierre Dux : Talma
- Marie Laforêt : Mlle Georges
- Daniel Ceccaldi : Antonio Villa
- Jean Ozenne : le marquis Stanislas
- Héléna Manson : la duchesse
- Hélène Duc : une marquise
- Robert Lombard : un admirateur de Mlle Raucourt
- Noëlle Leiris
- Maurice Varny
- Michel Ferrand
- Pierre Durou
- Jacques Villa